# Aracena
Aracena é um município da Espanha na província de Huelva, comunidade autónoma da Andaluzia, de área 184 km² com população de 7228 habitantes (2007) e densidade populacional de 0,04 hab./km².
A cidade de Aracena está na situada na serra do mesmo nome, a qual faz parte da Serra Morena.
Aracena é cidade bem antiga, e cabeça de comarca. O município é composto pelo núcleo urbano principal e pelas aldeias de Carboneras, Castañuelo, Corterrangel, Jabuguillo, La Umbría e Valdezufre.

## Demografia
| Variação demográfica do município entre 1996 e 2006 | Variação demográfica do município entre 1996 e 2006 | Variação demográfica do município entre 1996 e 2006 | Variação demográfica do município entre 1996 e 2006 |
| --------------------------------------------------- | --------------------------------------------------- | --------------------------------------------------- | --------------------------------------------------- |
| 1996                                                | 2001                                                | 2004                                                | 2006                                                |
| 6708                                                | 6831                                                | 6979                                                | 7228                                                |

## Galeria de imagens

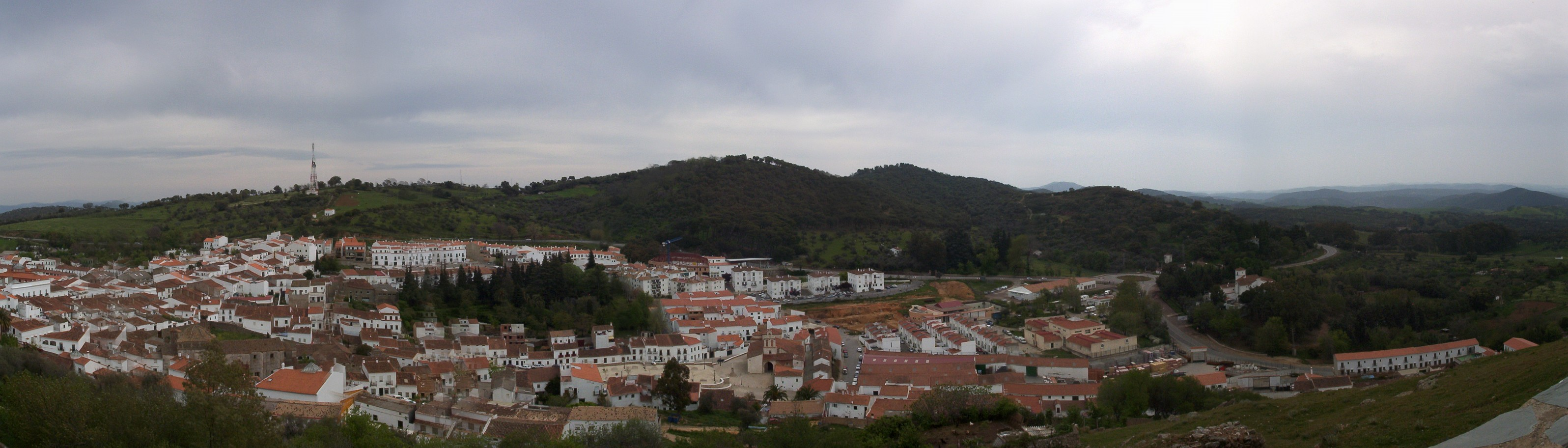
Vista do castelo de Aracena
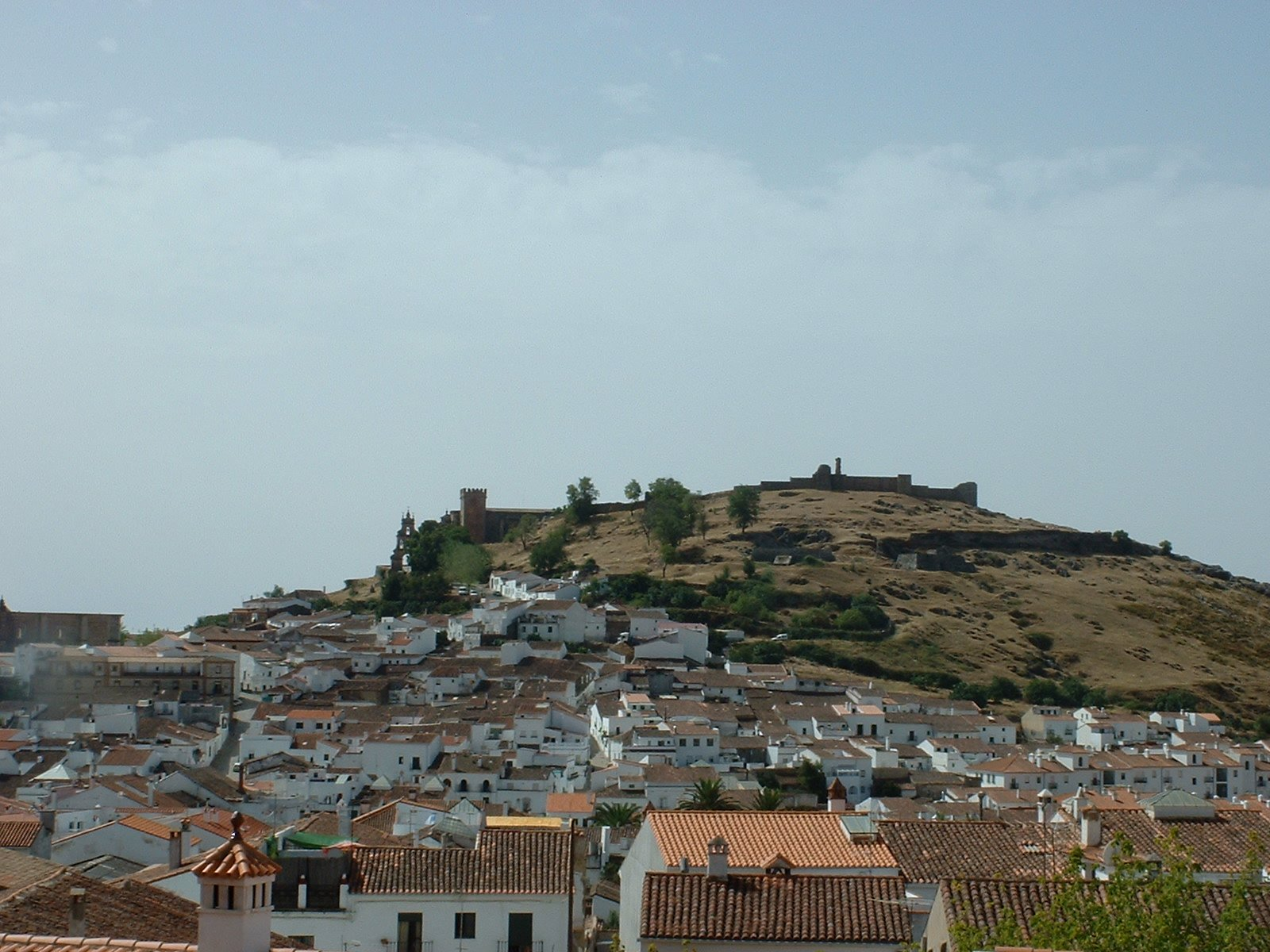
Aracena
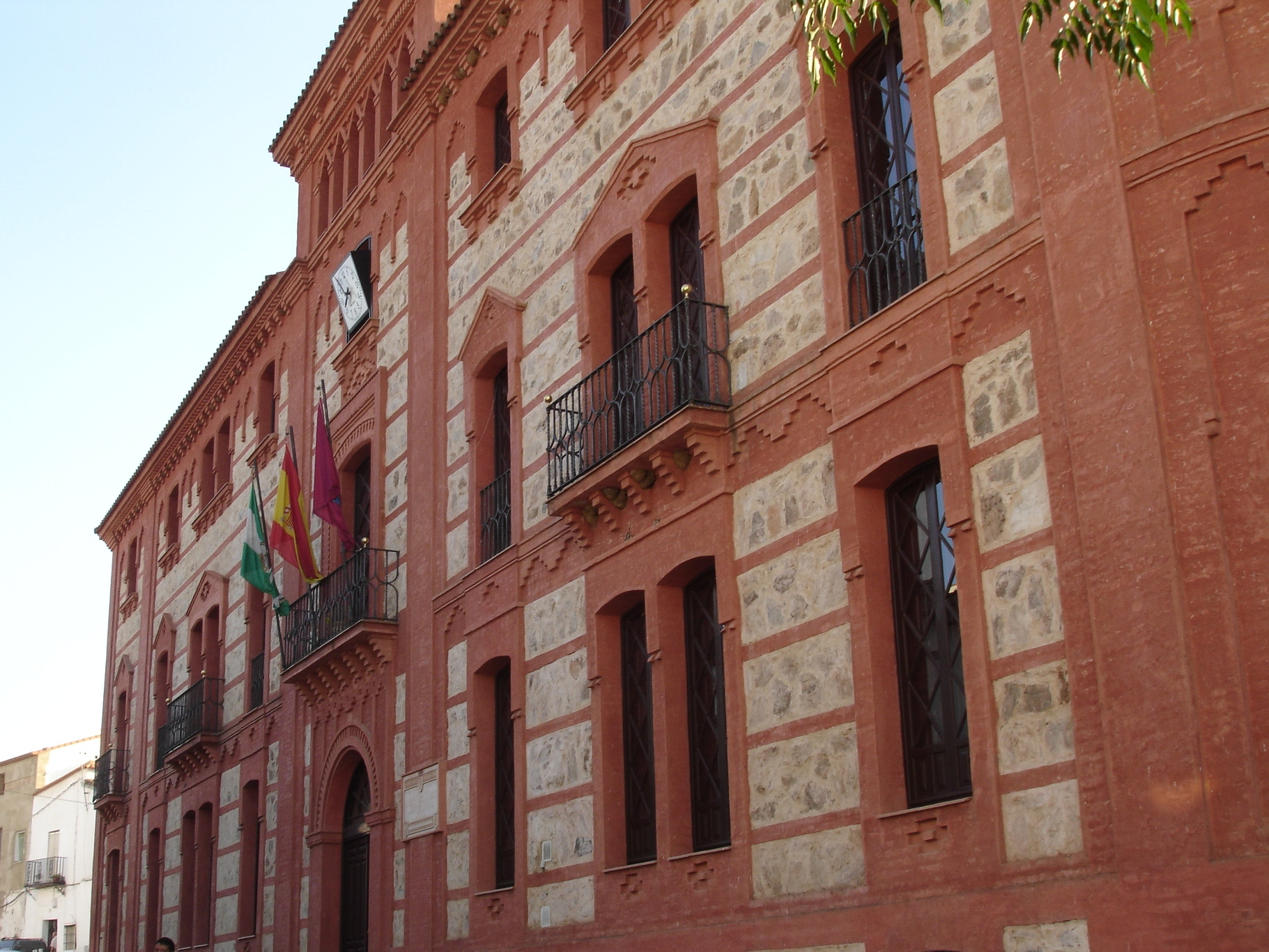
Sede do município de Aracena
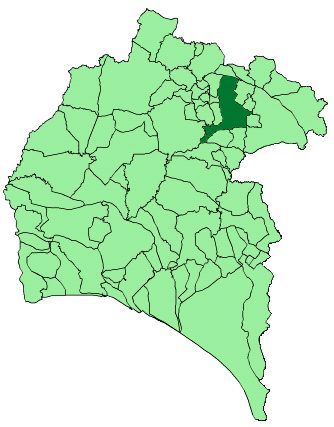
Localização de Aracena na província de Huelva